# Take Asai
Take Asai (en japonès: 浅井タケ, Asai Take) o Tahkonanna (en ainu) (Chinnai, Prefectura de Karafuto, Imperi Japonès (avui Districte de Tomarinski, óblast de Sakhalín, Rússia) 5 d'abril de 1902 - Monbetsu (avui Hidaka), Hokkaidō, Japó 30 d'abril de 1994) fou la darrera parlant matern d'ainu de Sakhalin.

## Biografia
Va néixer a la vila de Chinnai, a la costa est de l'illa Sakhalín que llavors formava part de l'Imperi Japonès amb el nom de Karafuto. Després de la Segona Guerra Mundial que va ser traslladada a la vila Biratori, al Districte de Saru, dins de la Subprefectura de Hidaka, al sud de Hokkaidō. Cap al final de la seva vida va viure en una casa antiga a la propera vila de Monbetsu. Va fer d'informant en el Projecte de Recerca Piłsudski (ICRAP) i d'altres projectes fins a la seva mort el 1994.